# Punch (revista)

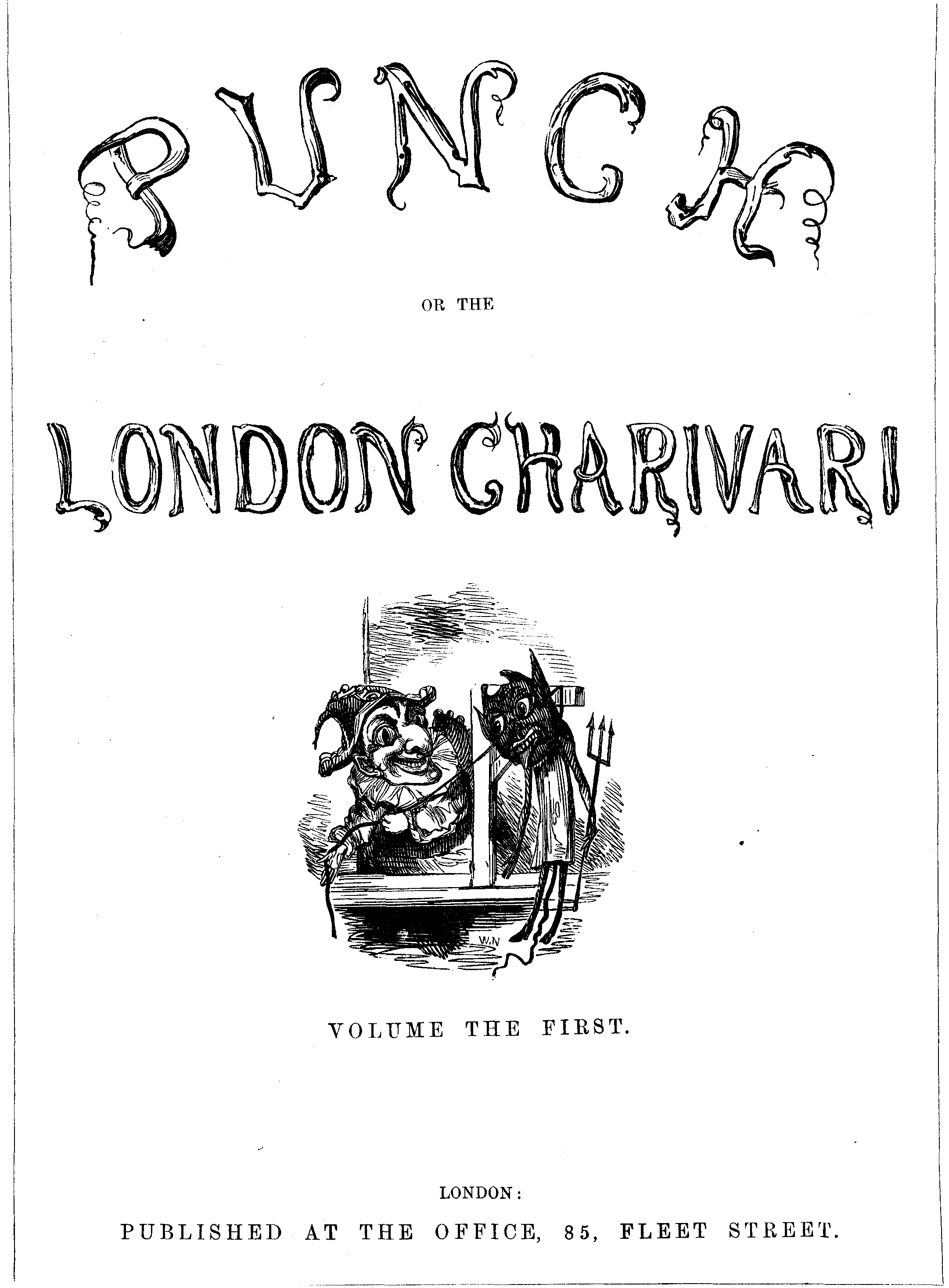
Capa do primeiro volume da revista Punch.

Punch era uma revista semanal britânica de humor e sátira, publicada de 1841 a 1992 e de 1996 a 2002.

## Influências
A Punch foi influente em todo o Império Britânico e em países como Turquia, Índia, Japão e China, com imitadores de Punch aparecendo no Cairo, Yokohama, Tóquio, Hong Kong e Xangai.
- A Punch deu seu nome ao semanário satírico urdu Awadh Punch (1877–1936) baseado em Lucknow, que, por sua vez, inspirou dezenas de outros periódicos "Punch" na Índia.
- A revista de humor da Universidade da Pensilvânia, a Pensilvânia Punch Bowl, derivou seu nome dessa revista.
- O Melbourne Punch da Austrália foi inspirado no original de Londres.
- O Japan Punch de Charles Wirgman (1862-1865, 1865-1887) foi baseado na Punch e inspirou elementos do mangá moderno.
- A China Punch, fundada em 1867 em Hong Kong, foi a primeira revista de humor na grande China. Foi seguido em 1871 no porto do tratado de Xangai por Puck, ou o Shanghai Charivari[2][3]
- A Punch junto com o fundador Henry Mayhew foram incluídos no romance Dodger de Terry Pratchett não pertencente ao Discworld